# Tilemsi (Goundam)
Tilemsi is een gemeente (commune) in de regio Timboektoe in Mali. De gemeente telt 7400 inwoners (2009).